# Hochschule Burgenland
Die Hochschule Burgenland (ehemals FH (Fachhochschule) Burgenland) ist eine 1994 gegründete staatliche Hochschule des Landes Burgenland (Österreich) mit Hauptsitz in Eisenstadt sowie einem weiteren Campus in Pinkafeld.

## Geschichte
Das Studienangebot umfasst Bachelor-, Master- und Hochschullehrgänge auf dem Gebiet der Gesundheitswissenschaften, Informatik, Ingenieurwissenschaften, Internationalen Wirtschaft, Sozialen Arbeit, Medienwissenschaften sowie den Energiewissenschaften und der Gebäudetechnik.
2019 wurde Gernot Hanreich (1969–2025) für seine dritte Periode als Rektor für weitere vier Jahre berufen, 2023 wurde er für eine vierte Amtszeit wiedergewählt.
Seit November 2024 trägt die FH Burgenland offiziell den neuen Namen „Hochschule Burgenland“ im Rahmen eines umfassenden Rebrandings, das die Modernisierung und Weiterentwicklung der Institution widerspiegelt.

## Gliederung
Forschung und Lehre an der Hochschule Burgenland erstrecken sich über vier Departments:
- Department für Wirtschaft am Campus Eisenstadt
- Department für Informationstechnologie am Campus Eisenstadt
- Department für Energie & Umwelt am Campus Pinkafeld
- Department für Gesundheit & Soziales am Campus Pinkafeld